# Mogadouro
Mogadouro is een plaats en gemeente in het Portugese district Bragança.
De gemeente heeft een totale oppervlakte van 759 km2 en telde 11.235 inwoners in 2001.

## Kernen
- Algosinho
- Azinhoso
- Bemposta
- Bruçó
- Brunhosinho
- Brunhoso
- Castanheira
- Castelo Branco
- Castro Vicente
- Meirinhos
- Mogadouro
- Paradela
- Penas Róias
- Peredo da Bemposta
- Remondes
- São Martinho do Peso
- Saldanha
- Sanhoane
- Soutelo
- Tó
- Travanca
- Urrós
- Vale da Madre
- Vale de Porco
- Valverde
- Ventoselo
- Vila de Ala
- Vilar de Rei
- Vilarinho dos Galegos

Alfândega da Fé · Bragança · Carrazeda de Ansiães · Freixo de Espada à Cinta · Macedo de Cavaleiros · Miranda do Douro · Mirandela · Mogadouro · Torre de Moncorvo · Vila Flor · Vimioso · Vinhais